# Nicola Fairbrotherová
Nicola Kim Fairbrother, (*14. květen 1970 Henley-on-Thames, Spojené království) je bývalá reprezentantka Spojeného království v judu. Je majitelkou stříbrné olympijské medaile.

## Sportovní kariéra
S judem začala v 7 letech a celou svojí sportovní kariéru trénovala pod vedením Dona Wernera ve Wokinghamu. Její specialitou byla technika sumi-gaeši v kombinaci s ne-waza.
Mezi světovou špičku se probojovala v mladém věku a v roce 1992 nemohla chybět na premiéře ženského juda na olympijských hrách v Barceloně. Na turnaj odjížděla jako aktuální mistryně Evropy a favoritka na vítězství. Vypořádala se s náročným losem a postoupila až do finále, kde se utkala s domácí Španělskou Miriam Blasco. Hned v úvodu jí po chybě Španělka kontrovala na juko a tento rozdíl se jí dlouho nedařilo smazat. Zhruba minutu před koncem zaútočila technikou sumi-gaeši a v boji na zemi nasadila Španělce škrcení. Rozhodčí však tuto situaci nezvládl, její sumi-gaeší ohodnotil minimální známkou (koka) a necitlivě zápas přerušil v době, kdy měla Španělku na zemi zpracovanou. Zápas nakonec ve svůj prospěch nezlomila a získala stříbrnou olympijskou medaili.
Po olympijských hrách v Barceloně přišli její roky dominance v lehké váze. Do olympijských her v Atlantě v roce 1996 jí však vyrostly zdárné konkurentky. Do Atlanty přijela velmi dobře připravená, ale jako v Barceloně si nezískala rozhodčí na svojí stranu. Ve čtvrtfinále prohrála na praporky s Kubánkou Gonzálezovou a v boji o bronzovou medaili jí vyfaulovala na šido Španělka Fernándezová. Obsadila 5. místo.
Od roku 1997 přestala stačit na své hlavní konkurentky a po nevydařené kvalifikaci (nebyla nominována na úkor Cheryl Peel) na olympijské hry v roce 2000 ukončila sportovní kariéru.

## Výsledky
| Turnaj             | 1986     | 1987     | 1988       | 1989       | 1990       | 1991       | 1992       | 1993       | 1994       | 1995       | 1996       | 1997       | 1998       | 1999       |
| Turnaj             | 16       | 17       | 18         | 19         | 20         | 21         | 22         | 23         | 24         | 25         | 26         | 27         | 28         | 29         |
| Turnaj             | ploleh v | ploleh v | lehká váha | lehká váha | lehká váha | lehká váha | lehká váha | lehká váha | lehká váha | lehká váha | lehká váha | lehká váha | lehká váha | lehká váha |
| ------------------ | -------- | -------- | ---------- | ---------- | ---------- | ---------- | ---------- | ---------- | ---------- | ---------- | ---------- | ---------- | ---------- | ---------- |
| Olympijské hry     |          |          |            |            |            |            | 2.         |            |            |            | 5.         |            |            |            |
| Mistrovství světa  | —        | —        |            | —          |            | 3.         |            | 1.         |            | úč.        |            | —          |            | úč.        |
| Mistrovství Evropy | —        | —        | ?          | —          | 3.         | 7.         | 1.         | 1.         | 2.         | 1.         | 7.         | 7.         | —          | 7.         |
| ME juniorů         | 2.       | 1.       | —          |            |            |            |            |            |            |            |            |            |            |            |